# Chair Airlines
Pour les articles homonymes, voir Flug.
 (juin 2016).
Chair Airlines (code AITA : GM, code OACI : GSW) est une compagnie aérienne suisse fondée en août 2014 sous le nom de Germania Flug AG et basée à Opfikon-Glattbrugg dans le canton de Zurich. La compagnie allemande Germania entre dans le capital de la société anonyme suisse dès le départ en tant qu'actionnaire minoritaire et lui prête son identité visuelle.

## Histoire

Logo de Germania Flug jusqu'en 2019 et la création de Chair Airlines

En septembre 2014, la compagnie demande auprès de l'Office fédéral de l'aviation civile une licence suisse de transporteur aérien et la reçoit le 6 mars 2015. Elle assure son premier vol le 26 mars 2015 de Zurich à Antalya en tant que charter pour le voyagiste suisse Hotelplan. Jusqu'en octobre 2015, la compagnie exploite deux A319 puis acquiert un A321 en novembre 2015 portant ainsi sa flotte à 3 appareils.
Germania Flug met en vente dès octobre 2015 des billets d'avion à l'unité (auparavant elle faisait opérateur charter). Elle développe petit-à-petit son réseau principalement sur le bassin méditerranéen.
Elle annonce des vols saisonniers à destination de Vilnius dès le 2 juin 2016 depuis l'Aéroport de Zurich. La compagnie annonce également des vols dès le 12 juin 2016 à destination de l'Aéroport de Calvi depuis le petit aéroport international de Berne.

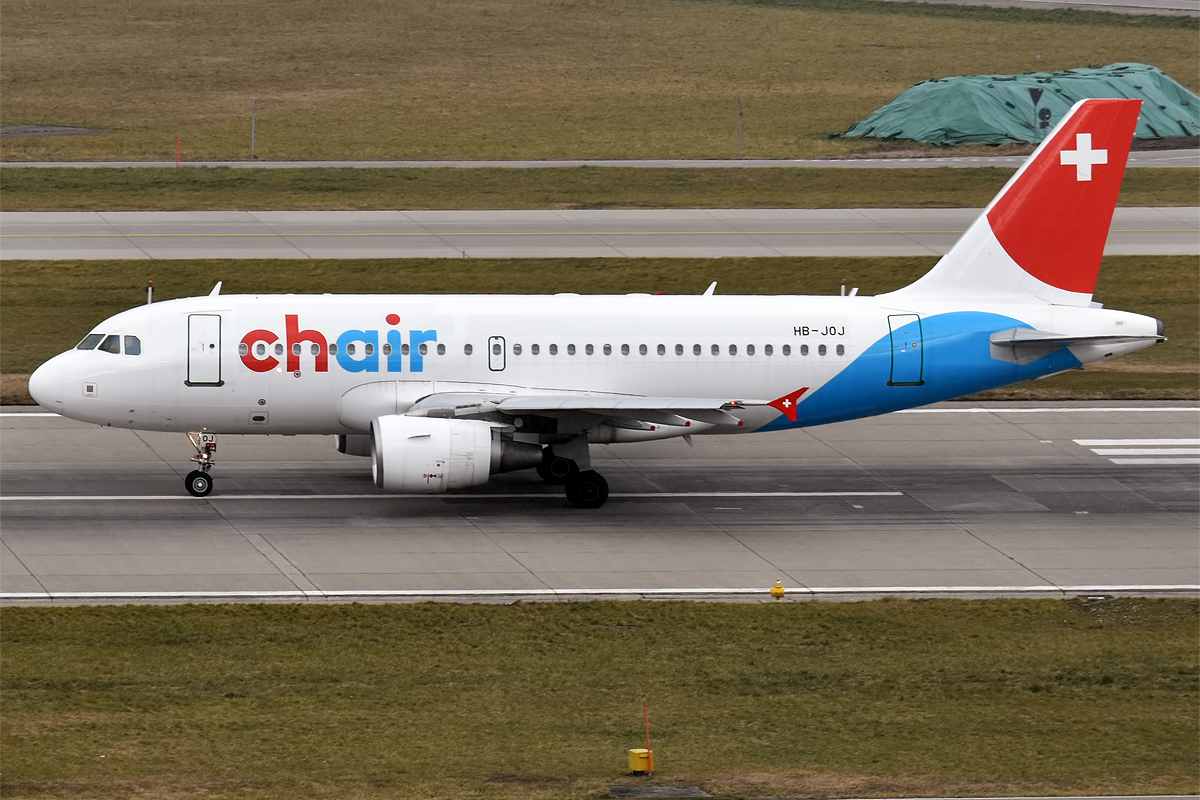
Un Airbus A319-112 aux couleurs de Chair Airlines

Le 11 juin 2019, Germania Flug devient Chair Airlines. Le nom de la compagnie joue sur la graphie, à savoir le mot anglais «chair» (siège) et «ch» pour Suisse ainsi que le mot «air». En novembre 2021, Chair ajoute un Airbus 320 de 180 places à sa flotte pour remplacer l'un de ses A319 endommagé l'année précédente lors de travaux de maintenance.

## Destinations
Chair Airlines assure des vols réguliers ou saisonniers vers les 14 destinations suivantes (juin 2019) :
 Bulgarie
- Bourgas - Aéroport de Bourgas saisonnier

 Chypre
- Larnaca - Aéroport international de Larnaca saisonnier

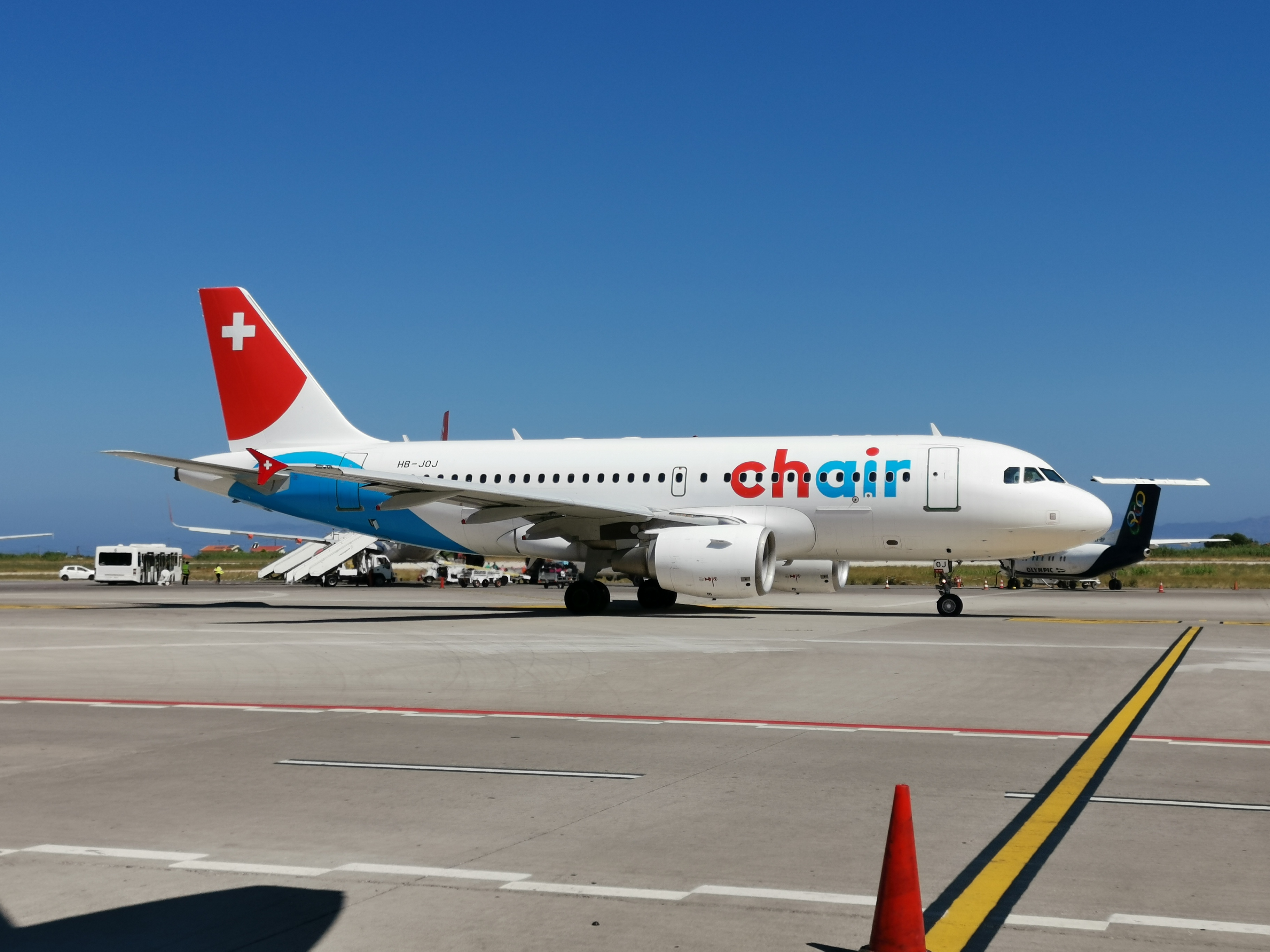
Airbus A319 de Chair Airlines

 Croatie
- Zadar - Aéroport de Zadar saisonnier

 Égypte
- Hurghada - Aéroport international de Hurghada
- Marsa Alam - Aéroport international de Marsa Alam
- Sharm El Sheikh - Aéroport international de Sharm El Sheikh

 Espagne
- Grande Canarie - Aéroport de Gran Canaria
- Palma de Mallorca - Aéroport de Palma de Majorque saisonnier

 France
- Calvi - Aéroport de Calvi-Sainte-Catherine
- Basel/Mulhouse - Aéroport International de Basel-Mulhouse-Fribourg

 Grèce
- Héraklion - Aéroport international d'Héraklion Níkos-Kazantzákis saisonnier
- Île de Kos - Aéroport international de l'île de Kos saisonnier
- Rhodes - Aéroport de Rhodes saisonnier

 Liban
- Beyrouth - Aéroport international de Beyrouth - Rafic Hariri

 Suisse
- Berne - Aéroport international de Berne
- Basel/Mulhouse - Aéroport International de Basel-Mulhouse-Fribourg
- Zurich - Aéroport international de Zurich Hub
- Sion - Aéroport de Sion saisonnier

 Turquie
- Antalya - Aéroport d'Antalya saisonnier

 Kosovo
- Aéroport international de Pristina depuis l'Aéroport international de Genève

 Macédoine du Nord
- Aéroport international de Skopje depuis l'Aéroport international de Zurich

## Flotte
Chair Airlines exploite quatre appareils en mai 2025: 

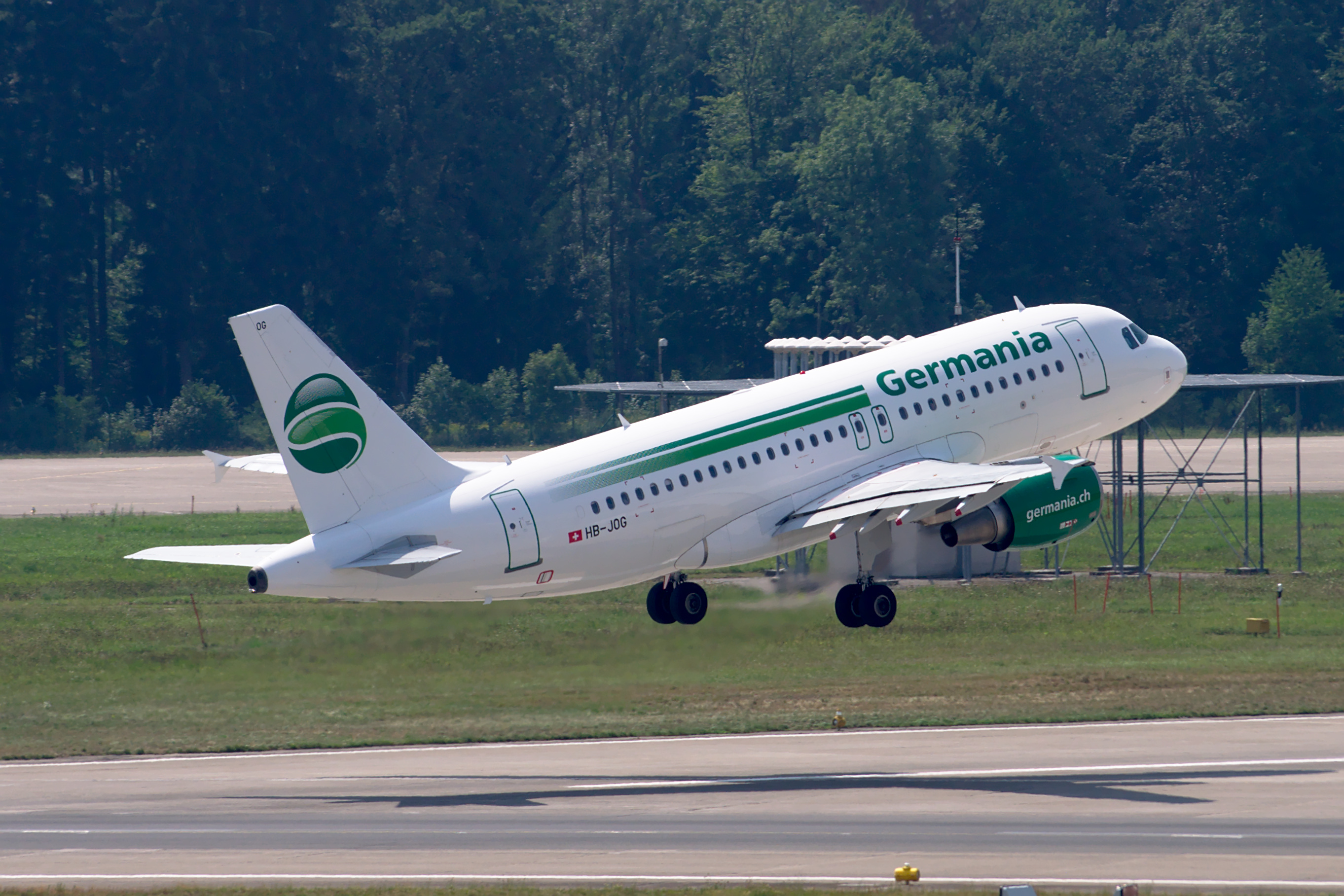
Un Airbus A319 immatriculé HB-JOH de Germania Flug

La compagnie a, dans son histoire, opéré un avion Airbus A321-200, de 2015 à 2019, sous les couleurs de Germania Flug, mais également un Boeing 737.